# Grand Yoff
Ne doit pas être confondu avec Yoff ou Yoff (île).
Grand Yoff est l'une des 19 communes d'arrondissement de la ville de Dakar (Sénégal). Elle fait partie de l'arrondissement des Parcelles Assainies. Elle est composée de 66 sous-quartiers, chacun étant représenté par un délégué de quartier.
C'est un quartier populaire situé au cœur de la capitale.

## Histoire
La commune de Grand Yoff est née dans les années 1950. Elle a été créée par des pasteurs et éleveurs (famille Fall et famille Leye), ainsi que des paysans cultivateurs originaires des Niayes, d'où l'origine du premier nom de quartier de Grand-Yoff qui s'appelait « route des Niayes ». Cette route caillouteuse qui traversait Grand-Yoff allait jusqu'à Thies. Elle empruntait l'actuelle route entre Liberté VI et la Patte d'Oie, rejoignait la route des Parcelles Assainies et continuait jusqu'à Cambérène et delà vers les actuelles communes de banlieues de Guédiawaye, Thiaroye, Yeumbeul, Malika, Keur Massar, Boune, Bayakh. Cette route était utilisée par des militaires qui quittaient les camps de Ouakam (I.H.O) et par des prisonniers qui quittaient le camp pénal.
Le premier chef de quartier était un Sérère du nom de Diégane. Ensuite après le démantèlement de Quartier NDondi plusieurs familles ont rejoint Grand-Yoff les unes vers la grande mosquée et d'autres vers l'actuel quartier Kalidou Sy, qu'on appelait quartier Baye Gaindé.
Dans les années 1960, la population a progressivement augmenté du fait de la relocalisation d’habitants expulsés du centre de Dakar et surtout par l’afflux d’habitants ruraux. S’effectuant par vague, le peuplement s’est fait sans aménagement préalable, viabilisation, eau courante ou électricité. Plusieurs quartiers informels ont été créés pour former ce qu'on appelle aujourd'hui "Grand-Yoff traditionnel", dont les grands quartiers de Cité Millionnaire et Arafat. À partir des années 1990, des quartiers aménagés, viabilisés et organisés ont été implantés. Ces nouveaux quartiers modernes et quadrillés ont été dotés d’infrastructures bénéficiant à l’ensemble de la commune. Aujourd’hui, les réserves foncières de Grand-Yoff sont épuisées et plus aucun nouveau quartier ne peut être implanté sans tenir compte du bâti déjà existant. La commune continue néanmoins de se transformer à un rythme rapide par la densification, l’implantation de nouveaux commerces, les initiatives sociales et communautaires.

## Quartiers

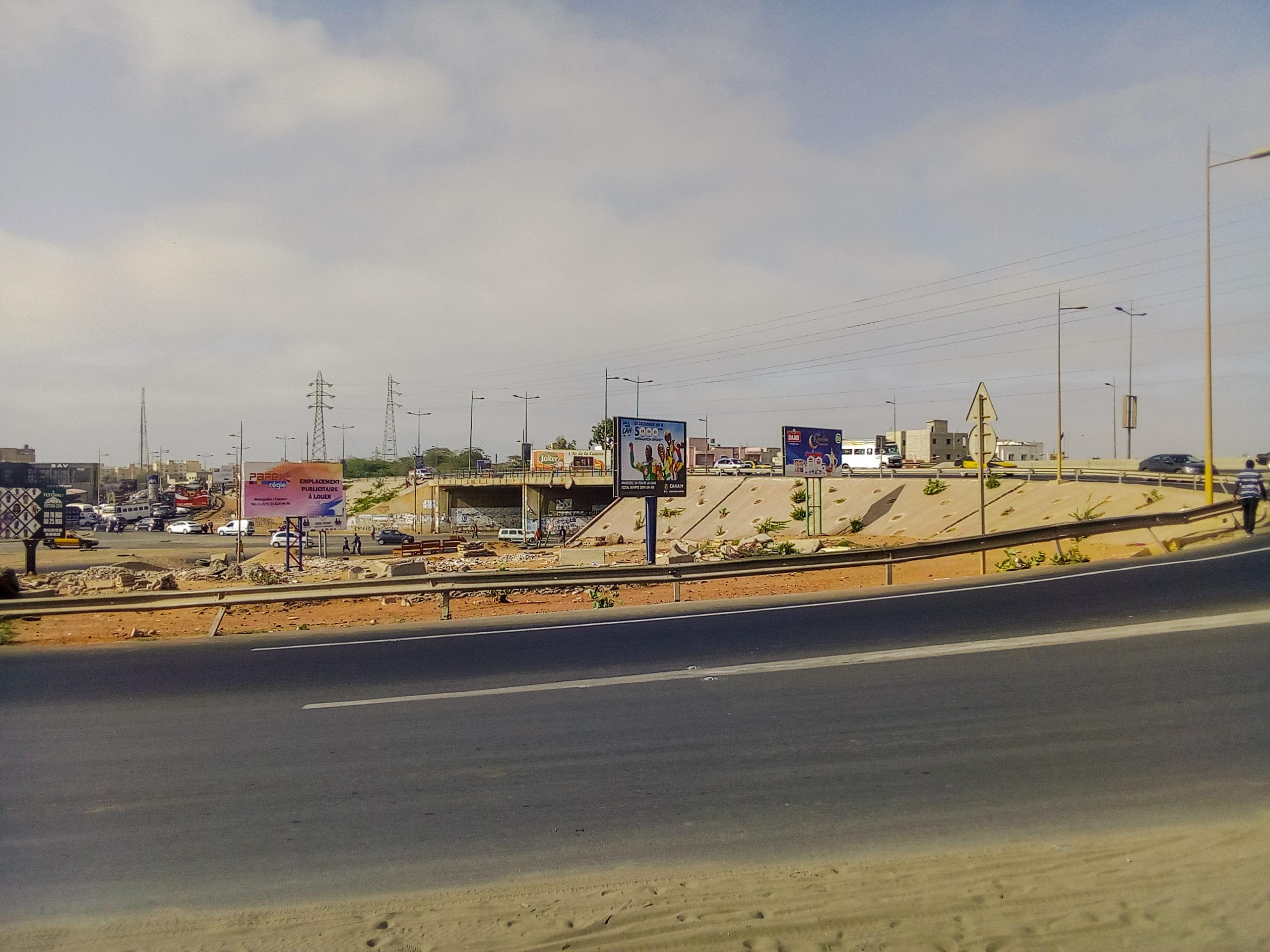
Autoroute à Cité des Eaux.

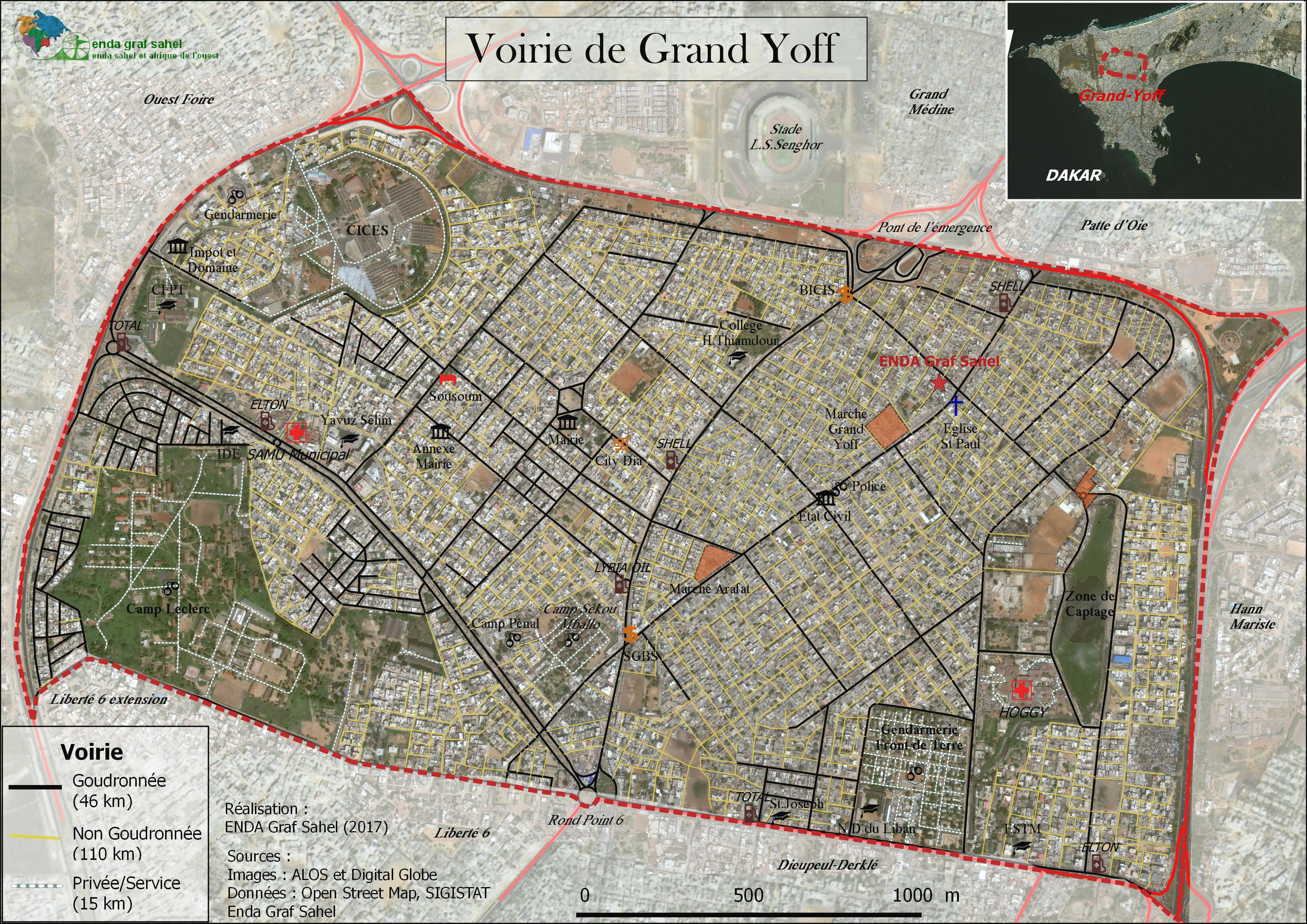
Carte de Grand-Yoff

Sur le plan administratif il existe aujourd'hui 66 quartiers officiels (reconnus par la mairie). La quasi-totalité de ces quartiers forment des entités de 100 à 500 m de côté ce qui équivaut à des superficies comprises entre 10 000 et 250 000 m2. La taille moyenne étant de 68 221 m2. Deux quartiers se distinguent fortement des autres de par leur très grande taille : « Scat Urbam 2 » et le quartier de la « zone de captage » qui mesure à lui seul près d’1 km2. De manière générale les quartiers traditionnels de Grand-Yoff sont relativement petits et compacts, tandis que les quartiers des cités nouvelles qui disposent d’un plan d’aménagement sont plus grands. Cela s’explique aussi par la plus forte densité de population dans la partie traditionnelle de Grand-Yoff. Dans cette zone, de trop grands quartiers seraient difficilement gérables.

## Administration

Localisation de Grand Yoff`

| Période     | Identité              | Parti | Coalition    |
| ----------- | --------------------- | ----- | ------------ |
| 1996 - 2001 | Khalifa Ababacar Sall | PS    |              |
| 2002 - 2009 | Pape Momar Guèye      | PDS   |              |
| 2009 - 2014 | Mamadou Mbaye         | PS    |              |
| 2014 - 2022 | Pape Madiop Diop      | PS    | Taxawu Dakar |
| depuis 2022 | Pape Mamadou Ndiaye   |       |              |

## Population
Estimée à 128 740 habitants en 2002, la population de la commune a rapidement augmenté à 144 859 en 2007 et compterait aujourd’hui 185 503 habitants (recensement de 2013).
S'il y a un débat sur le nombre total d’habitants qui pourrait être en fait beaucoup plus élevé il n’y en a pas sur le fait que Grand-Yoff est la commune la plus peuplée du département de Dakar et la septième commune la plus peuplée du Sénégal devant de grandes villes comme Tambacounda ou Louga (ANSD, 2017). La plupart des groupes ethniques du Sénégal y sont représentés mais les plus importants sont les Wolofs, Pulaar, Sérères et Diolas.
Enserré dans des limites exiguës, Grand-Yoff occupe une superficie de seulement 6,3 km2 entraînant une promiscuité importante dans certains quartier. En moyenne on trouve 29 000 habitants au km², soit 50 % de plus que la commune de Paris et 7 % de plus que Manhattan à New-York. Ce taux n’est pas uniforme dans toute la commune. Il existe une grande disparité spatiale entre la partie traditionnelle de Grand-Yoff et les nouveaux quartiers plus aisés. Sur les 74 quartiers, seul un quartier sur quatre a une densité inférieure à 30 000 habitants/km². À l’inverse, 35 quartiers ont une densité de plus de 50 000 habitant/km² et parmi eux, 11 quartiers ont une densité extrême comprise entre 90 000 et 110 000 habitants/km².
La forte densité constatée dans les chiffres se traduit donc dans la réalité par une concentration de la population dans un nombre très réduit de logements. Les chiffres de l’ANSD confirment cette tendance. La majorité des ménages de la commune a une seule pièce pour vivre, un ménage comptant en moyenne six personnes (Situation économique et sociale régionale de Dakar en 2013, ANSD ). Cette surpopulation générale va également peser sur les infrastructures publiques qui vont se retrouver saturées.

## Infrastructures

### Voirie
La commune de Grand-Yoff compte 156 km de voies de circulation. Environ un tiers du réseau routier est goudronné soit 46 km. Le reste, 110 km, sont des voies non goudronnées en grande majorité faites de sable.
Le schéma général est représentatif de la situation à Dakar : l’intérieur des quartiers est parcouru par des petites rues de sable tandis que les pourtours des quartiers et les grands axes sont goudronnés. Les rues intérieures son parfois difficilement accessibles en voiture et sont le siège de la vie de quartier. On y trouve quelques boutiques mais également un certain nombre d’éléments qui du fait du manque d’espace se sont délocalisés sur ces petites rues (commerce informel, réparation de véhicules, ateliers, restauration etc). Les rues goudronnées sont eux longées de commerces et services de moyennes et grandes tailles, d’arrêts de bus mais également à certains endroits de commerces informels empiétant sur les trottoirs.
L'état des voies goudronnées de la commune est relativement bon même si une portion non négligeable est en partie ensablée ou dégradée par des nids-de-poules.

### Structures éducatives
Avec plus de 50 000 enfants et adolescents en âge d’aller à l’école, Grand-Yoff représente un défi pour les acteurs du système éducatif (ANSD, 2013). Il existe 206 structures éducatives (privées, publiques, religieuses) dans la commune dont 117 structures "générales" (préscolaire au lycée), 63 écoles coraniques et 26 structures supérieures de formations. Ce chiffre assez élevé fait de Grand-Yoff une commune relativement bien dotée par rapport au reste du Sénégal. Toute proportion gardée, le nombre d’écoles par habitant est plus important à Grand-Yoff que dans le reste du Sénégal pour les structures préscolaires, les collèges et les lycées mais il existe un fort déficit d’écoles primaires. Ce manquement se manifeste surtout dans les quartiers populaires notamment à Arafat-Cité millionnaire et Khar Yalla.
Il existe de grandes disparités entre la qualité de l’encadrement dans le secteur public et privé. Les écoles primaires publiques ont en moyenne 61 élèves par classes contre 22 et 33 pour les écoles privées religieuses et les écoles privées laïques. Ce chiffre très important dépasse largement les normes fixées par le ministère de l’éducation sénégalais qui limite à 40 le nombre d’élèves par classe en primaire (Norme et standard de qualité, 2013).

## Problèmes et enjeux
Les défis de la commune sont nombreux. La forte densité entraîne un certain nombre de difficultés comme l’encombrement des rues, des litiges fonciers, des conflits d’occupation. Ces problèmes ont tendance à empirer du fait de la croissance rapide du nombre d’habitants, plus de 57 000 nouveaux résidents depuis 2002 (+44 %). Les habitants mentionnent également les problèmes d’inondations récurrents pendant la saison des pluies qui affectent des quartiers entiers et compliquent de manière considérable la vie des Grand-Yoffois touchés. À cela s’ajoutent des problèmes d’insécurité, le manque d’infrastructures de santé et d’éducation, les problèmes de logement et un chômage élevé, notamment chez les jeunes.
Il existe également un problème de délimitation entre les 66 quartiers de Grand-Yoff. Près de 2 quartiers sur trois sont en conflit avec leur voisin. Environ 114 000 le nombre d’habitants vivant dans des quartiers affectés par des querelles et 27 728 vivant directement dans les zones disputées soit 15 % de la population totale.